# Andrew Pitt (motorcoureur)

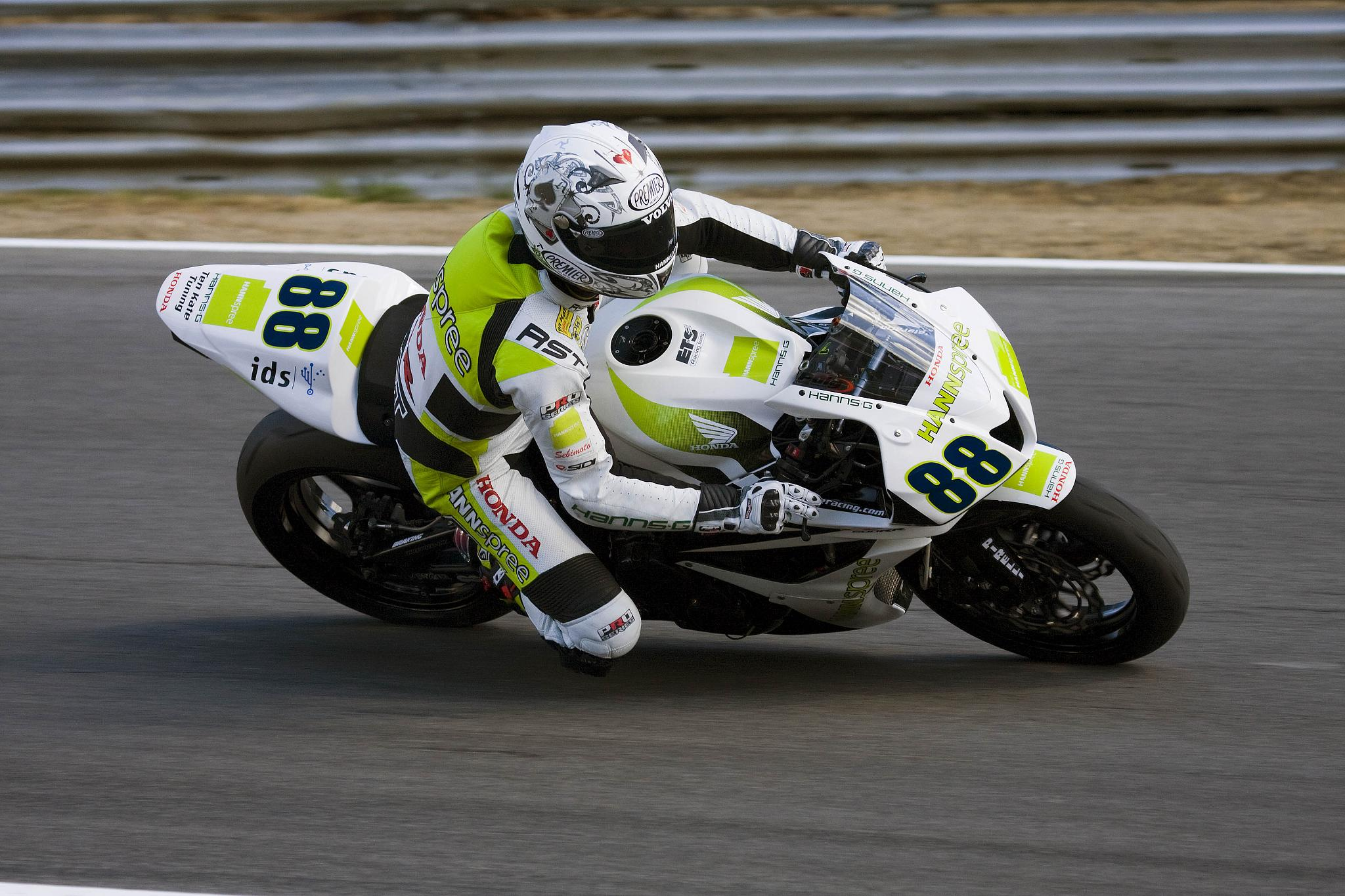
Andrew Pitt tijdens het WK Superbike op het circuit van Brands Hatch in augustus 2008

Andrew Pitt (Kempsey, 19 februari 1976) is een Australische motorcoureur. Hij is een tweevoudig wereldkampioen Supersport. Tevens won hij een race in het WK Superbike en nam hij deel aan de MotoGP. Pitt woont in Peel op het eiland Man.

## Beginjaren
Andrew Pitt begon te racen in de NSW State 250 Production Series in 1995, twee jaar later won hij het kampioenschap. In 1999 werd hij Australisch Supersport kampioen en eindigde hij tweede bij de Superbikes. Kawasaki bood hem voor 2000 een contract aan voor het WK Supersport. Hij eindigde als 10de in zijn debuutseizoen en in 2001 werd hij wereldkampioen. Opmerkelijk want Pitt wist in dat seizoen geen enkele race te winnen. Hij bleef bij Kawasaki en belandde in 2002 op de 5de plaats.

## MotoGP en Superbikes
Kawasaki gaf hem eind 2002 de kans om de gloednieuwe Kawasaki ZX-RR te rijden voor de laatste drie races in de MotoGP. In de allerlaatste race van het seizoen scoorde hij zijn eerste punten. Omwille van zijn prima resultaten mocht hij ook in 2003 aan de slag. Pitt deed niet onder voor zijn ervaren teamgenoot, Garry McCoy, maar beide coureurs werden na een teleurstellend seizoen ontslagen. Pitt vond voor 2004 onderdak bij Moriwaki waar hij bij tijd en wijle deed als testrijder.
Yamaha gaf hem dat jaar nog een Supersport motor voor de laatste drie races van het seizoen. Pitt maakte indruk en in 2005 maakte hij de overstap naar het WK Superbike. De Australiër was nu een officiële Yamaha fabriekscoureur en eindigde op een respectabele 8ste plaats in het klassement. In 2006 behaalde Pitt zijn eerste overwinning op het Misano Circuit in Italië alsmede vijf podiumplaatsen. De prima resultaten ten spijt werd Pitt vervangen door landgenoot Troy Corser.
In 2007 keerde hij terug naar de MotoGP met Ilmor. Tijdens de eerste race in Qatar moest hij opgeven wegens mechanische problemen. Op 15 maart 2007 kondigde Ilmor aan dat ze met geldgebrek kampten en noodgedwongen moesten stoppen. Pitt zat nu zonder team.

## Supersport (deel 2)
Hij belandde opnieuw in het WK Supersport voor twee races als vervanger van de geblesseerde Fransman Sébastien Charpentier van het Ten Kate team. Pitt eindigde in beide races als tweede achter teamgenoot Kenan Sofuoğlu. Ten Kate besloot Pitt voor 2008 aan te werven als vervanger van Sofuoğlu. De Australiër behaalde vijf overwinningen en vier ereplaatsen, genoeg om voor de tweede keer wereldkampioen te worden. 
Ook in 2009 rijdt Pitt voor Ten Kate.